# مجمع نزوى الرياضي
مجمع نزوى الرياضي هو ملعب كرة قدم يقع في ولاية نزوى، سلطنة عمان، يتسع لـ 14400 متفرج. تم افتتاحه في 1994.

## المرافق
8 مسارات للجري مع التجهيزات اللازمة لجميع أنواع ألعاب القوى، و صالة رياضية متعددة الأغراض و حوض سباحة طوله 50 مترا وفيه 10 خطوط بمعايير أولمبية، و 3 صالات لياقة بدنية: اثنان للذكور، وصالة للإناث، و صالة لرفع الأثقال، والملعب الثلاثي، وقاعة المسرح لمختلف الأغراض، وقاعة المحاضرات، وسكن الفرق، والمركز الطبي الرياضي.